# Fußball in Burkina Faso

Flagge Burkina Fasos

Fußball ist in Burkina Faso, dem ehemaligen Obervolta, Nationalsport und wird dort nachweislich seit 1935 gespielt. Der Spielbetrieb wird von der Fédération Burkinabè de Football (FBF) organisiert, die zur Unabhängigkeit der ehemaligen französischen Kolonie 1960 gegründet wurde. Mit dem Zweiten Platz bei der Afrikameisterschaft 2013 gelang der A-Nationalmannschaft ihr bislang größter Erfolg; beim Turnier 2017 erreichte das Team Platz 3. Zudem gelang einigen Jugendnationalteams die Qualifikation zu Weltmeisterschaftsturnieren. Um die nationale Meisterschaft spielen jedes Jahr 16 Vereine, von denen Étoile Filante Ouagadougou und ASFA-Yennenga Ouagadougou bisher die meisten Titel gewinnen konnten. Zu den Spielern, die international auf sich aufmerksam machen konnten, gehören Moumouni Dagano, einer der weltweit zwei erfolgreichsten Torschützen der WM-Qualifikation 2010, Charles Kaboré, der bei Olympique Marseille aktiv war, Alain Traoré (ehemals AS Monaco) sowie sein Bruder Bertrand Traoré von Olympique Lyon.

## Geschichte bis zur Unabhängigkeit 1960

Flagge Obervoltas

Obwohl Fußball schon um die Jahrhundertwende in der britischen Kolonie Goldküste (heutiges Ghana), praktiziert wurde, kam dieser Sport erst in der Mitte der 1930er-Jahre im Gebiet des heutigen Burkina Faso auf. 1932 war die französische Kolonie Obervolta unter den Nachbarkolonien aufgeteilt worden, so dass die beiden wichtigsten Städte Ouagadougou und Bobo-Dioulasso damals zur Kolonie Elfenbeinküste gehörten. Bobo-Dioulasso, als zentral gelegene Handelsstadt Treffpunkt von Kulturen und neuen Ideen, war Ausgangspunkt der Entwicklung des Fußballs im Lande; die Mannschaften bestanden überwiegend aus französischen Militärangehörigen, Missionaren, Beamten der Kolonialverwaltung und Kaufleuten, Arbeitern und Angestellten aus den Nachbarkolonien Goldküste, Guinea, Senegal oder Französisch-Sudan (dem heutigen Mali). Vor allem letztere Gruppe war nicht nur in Bobo-Dioulasso – hier vor allem jene aus Französisch-Sudan –, sondern im gesamten französischen Afrika bedeutender Faktor für die frühe Entwicklung des Fußballs. 1935 wurde als erste Mannschaft Togo-Daho, die später durch Fusion zu Racing Club Bobo-Dioulasso wurde, vom Direktor des französischen Handelshauses Compagnie française de la Côte d’Ivoire (CFCI) gegründet, die zu besonderen Anlässen bis zur Kriegsmobilisierung 1939 gegen die Mannschaft der französischen Militärbasis antrat. Eine von Pater Germain Nadal gegründete Mannschaft der katholischen Mission wurde 1946 zu Jeanne d’Arc Bobo-Dioulasso. In Ouagadougou und den Gebieten, die bei der Teilung Obervoltas Niger und Französisch-Sudan zugeschlagen wurden, war Fußball bis in die 1940er-Jahre hinein praktisch unbekannt, auch wenn in Ouagadougou vereinzelt Spiele von Mitgliedern der Association sportive voltaïque (ASV) und einer französischen Militärmannschaft ausgetragen wurden.
Erst nach dem Zweiten Weltkrieg und der Wiederherstellung Obervoltas als Kolonie 1947 wurden auch in der Hauptstadt Vereine gegründet, die ihre Ursprünge in verschiedenen kulturellen, ethnischen, religiösen Gruppen oder anderen Organisationen der Gesellschaft hatten. So gründeten Zugezogene aus Dahome, dem heutigen Benin, den Klub Modèle Sport (später AS Ouagadougou) und der christliche Geistliche Ambroise Ouédraogo die Mannschaft Charles Lwanga, den Vorgänger von ASFA-Yennenga Ouagadougou. Diese rasche Entwicklung des Fußballsports erforderte die Schaffung organisatorischer Strukturen; der Franzose Lucien Sangan gründete einen Fußballdistrikt im Rahmen der sportlichen Administration Französisch-Westafrikas. Es fanden nun erstmals offizielle Spiele statt, auf einem von seccos (einer Art Strohwänden) umgebenen Sportplatz auf dem Gelände des heutigen Kinos Ciné Sanyon. Einzig offiziell registrierter Verein in Ouagadougou war zu diesem Zeitpunkt die Mannschaft Modèle Sport, die zu Spielen nach Bobo-Dioulasso reisen musste, das seinerseits 1949 eine Auswahlmannschaft zu einem Turnier in Abidjan (Elfenbeinküste) entsandte, bei dem die Spieler zum Teil barfuß antreten mussten.
Ab 1950 wandelte sich der Fußball in Obervolta vom elitären Vergnügen einiger weniger Stadtbewohner hin zu einem populären, im ganzen Land praktizierten Sport. In vielen Städten des Territoriums wurden neue Vereine gegründet und 1950 beschloss der Fußballdistrikt mit Sitz in Bobo-Dioulasso dem Verband Französisch-Westafrikas, der Ligue d’AOF de Football, beizutreten, der der Fédération Française de Football (FFF), dem Verband des Mutterlandes Frankreich angehörte. Es entstanden zahlreiche Vereine im ganzen Land. Die Infrastruktur entwickelte sich allerdings schleppend, doch kam es zur Eröffnung der kommunalen Stadien in Bobo-Dioulasso (1952) und Ouagadougou (je nach Quelle 1953 oder 1958). Während in den 1940er-Jahren hauptsächlich auf lokaler Ebene Spiele ausgetragen wurden, kam es in den 1950er-Jahren häufiger zu interkolonialen Begegnungen im Rahmen von Freundschaftsspielen oder Wettbewerben, die von den großen in Westafrika tätigen Handelshäusern organisiert wurden. Zudem nahmen obervoltaische Vereine ab 1952 an der Coupe d’AOF, dem Pokalwettbewerb Französisch-Westafrikas, teil, wo sie jedoch zumeist deutlich unterlegen waren. Erst ab 1958 konnte ASF Bobo-Dioulasso bei diesem Turnier einige Erfolge feiern. Zu den großen Spielern von ASF zu dieser Zeit gehörte Seydou Bamba. Mitte der 1950er-Jahre gründete auch Ouagadougou einen eigenen Distrikt.
Mit der Unabhängigkeit Obervoltas im Jahre 1960 begann eine neue Ära des Fußballsports im Lande. Mit der Fédération voltaïque de football (FVF) bekam das Land einen eigenständigen Fußballverband, eine Nationalmannschaft wurde zusammengestellt sowie eine nationale Meisterschaft und ein Pokalwettbewerb eingeführt.

## Verband
→ Hauptartikel: Fédération Burkinabè de Football
Der im Unabhängigkeitsjahr Obervoltas 1960 unter dem Namen Fédération voltaïque de football (FVF) gegründete Verband Fédération Burkinabè de Football (FBF) ist seit 1964 Mitglied des Weltverbandes FIFA und des afrikanischen Verbandes CAF.
Gemäß den 2002 verabschiedeten Statuten untersteht die FBF dem Ministerium für Sport und Freizeit (Ministère des Sports et des Loisirs). Oberstes Organ ist die Generalversammlung (Assemblée Générale), die einmal jährlich zusammenkommt und sich unter anderem aus Vertretern der Ligen und Vereine, Ehrenmitgliedern und den Mitgliedern des Exekutivbüros (Bureau Exécutif) zusammensetzt. Das Exekutivbüro wird für die Dauer von vier Jahren gewählt und besteht neben dem Präsidenten unter anderem aus drei Vizepräsidenten und einem Generalsekretär.
Erster Präsident der FVF nach der Unabhängigkeit war Maxime Ouédraogo bis zu seiner Inhaftierung 1963 im Zusammenhang mit seiner Tätigkeit als Arbeitsminister. Unter seinem Nachfolger Adrien Tapsoba gab sich der Verband neue Statuten und wurde Mitglied von FIFA und CAF, doch nach Konflikten um die Schaffung neuer regionaler Ligen wurde der Verband 1965 von politischer Seite aufgelöst und eine Interimsführung unter Naon Charles Somé eingesetzt, die bis zum Sturz des Staatspräsidenten Maurice Yaméogo ein Jahr später im Amt war. Für weitere 14 Jahre leitete im Anschluss Adrien Tapsoba erneut den Verband, bis dieser nach dem Putsch durch Saye Zerbo durch ein Comité national chargé du football (CNCF) unter Führung von Michel Ilboudo ersetzt wurde. Ein weiterer Staatsstreich 1982, der Jean-Baptiste Ouédraogo an die Macht brachte, setzte dem Komitee allerdings ein schnelles Ende. Diese turbulente Phase in der Geschichte des Landes mündete 1983 in der Revolution des Thomas Sankara, deren Vision einer neuen Gesellschaft auch den Fußball und seine Strukturen nicht ausnehmen wollte. Doch ein geplantes tribunal populaire de la révolution, vor dem sich die ehemaligen Verantwortlichen des Verbandes verantworten sollten, fand nie statt. Unter Sankara wurde der Name des Landes in Burkina Faso geändert, Verbandspräsidenten zur Zeit der Revolution waren Nurukyor Claude Somda und Pierre Guigma. Unter Blaise Compaoré, der sich 1987 an die Macht putschte, stand der nun Fédération Burkinabè de Football genannte Verband nacheinander unter der Leitung von Félix Tiemtarboum, Souley Mohamed und Boureima Badini, der 1997 freiwillig zurücktrat, ein bis dahin einmaliger Vorgang in der Verbandsgeschichte. Grund war das schlechte Abschneiden während der Qualifikation zur WM 1998. Auch sein Nachfolger Honoré Traoré erklärte 2002 seinen Rücktritt, ebenso Seydou Diakité im Juli 2007, der dem Verband einen Neuanfang ermöglichen wollte, nachdem die Nationalauswahl in der Qualifikation zur Afrikameisterschaft 2008 enttäuscht hatte. Außerdem hatte es Konflikte mit dem Sportministerium bezüglich der Austragung von internationalen Spielen und Budgetüberziehungen nach Länderspielreisen gegeben.
Nach einer Übergangsphase unter Führung von Didier Ouédraogo wurde Zambendé Théodore Sawadogo am 12. Januar 2008 mit 84 zu 60 Stimmen gegen Oberstleutnant Yacouba Ouédraogo zum neuen Verbandspräsidenten gewählt.
Am 20. April 2010 gab der Verband bekannt, dass wegen hoher Schulden, die von lokalen Medien auf 400 Millionen CFA-Franc (etwa 610.000 Euro) beziffert wurden, die Konten gesperrt und die Räumlichkeiten konfisziert wurden.
Seit dem 10. März 2012 ist Oberst Sita Sangaré Nachfolger Sawadogos. Er wurde mit 95,9 % der Stimmen – 203 von 213 abgegebenen – zum Verbandspräsidenten gewählt. Seine Wiederwahl am 10. November 2016 erreichte er mit 221 Stimmen gegen Bertrand Kaboré, der 75 Stimmen gewann.

## Nationalmannschaft

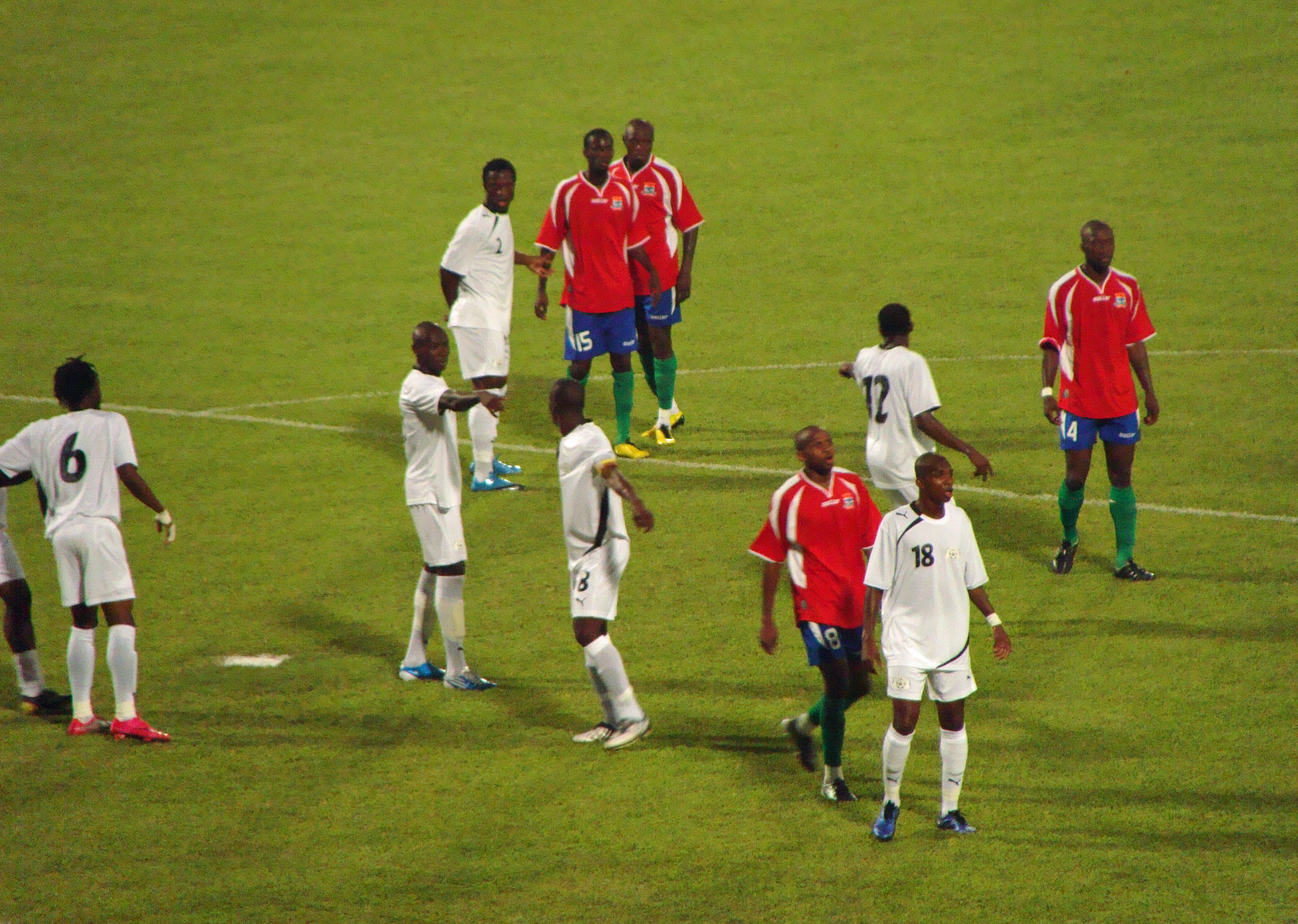
Die Nationalmannschaft in einem Qualifikationsspiel gegen Gambia

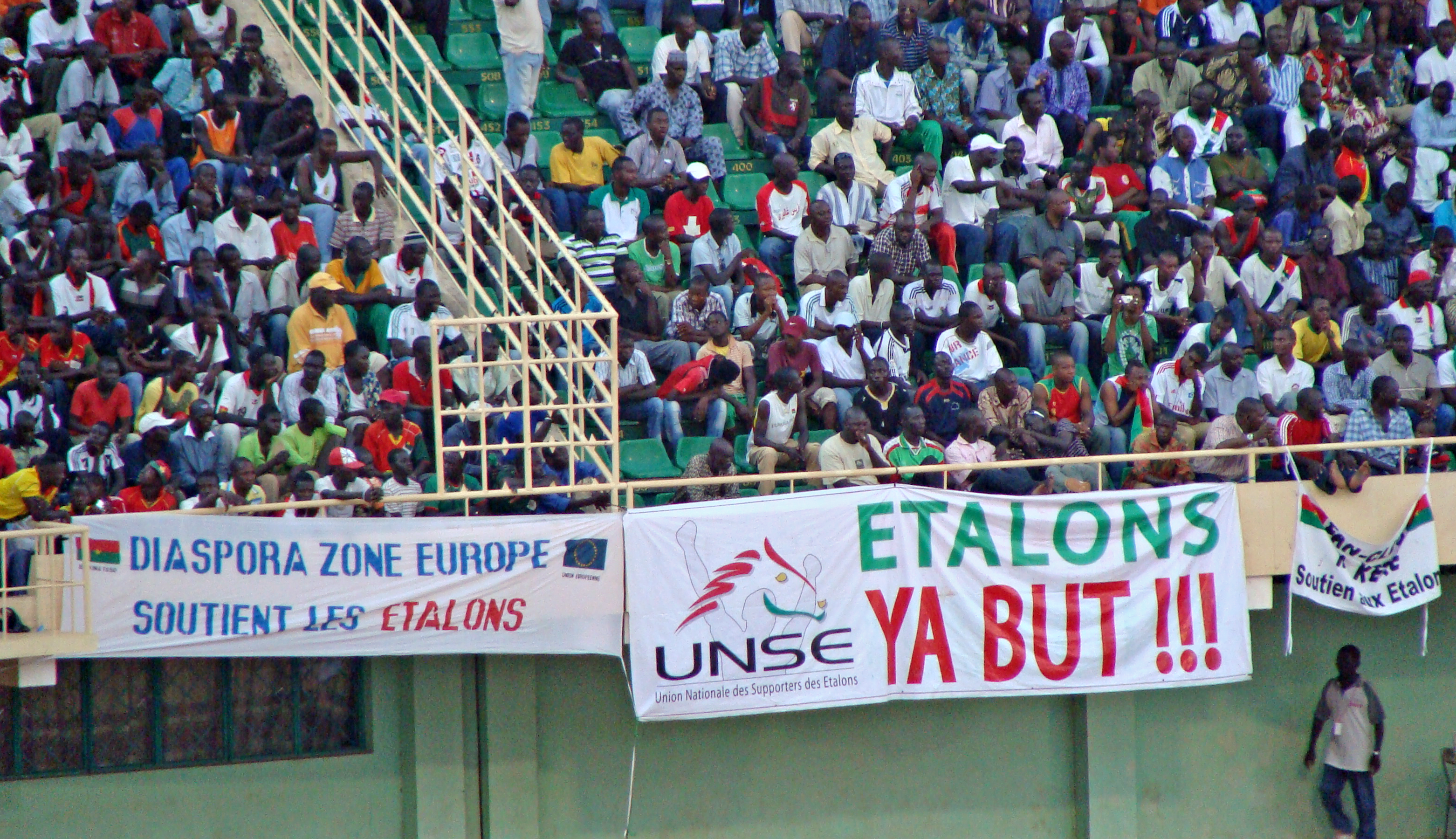
Unterstützer der Nationalmannschaft

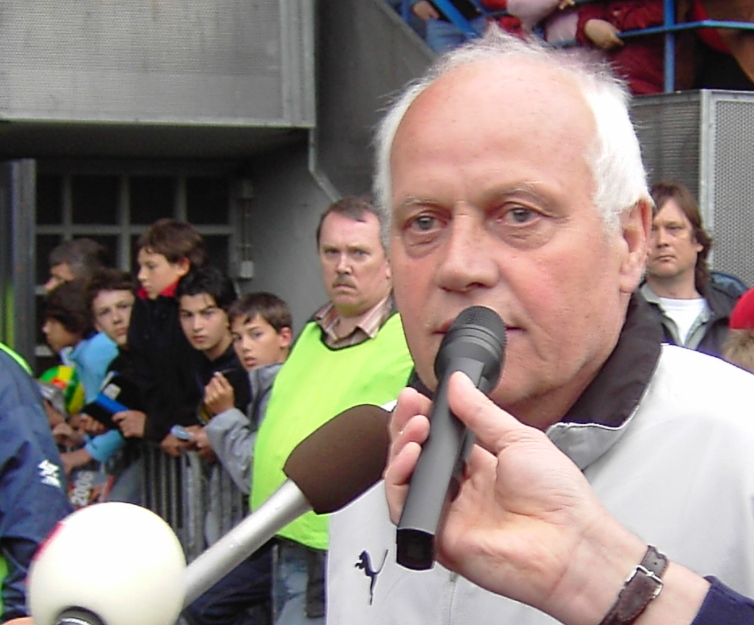
Otto Pfister war Ende der 1970er-Jahre Trainer in Obervolta

→ Hauptartikel: Burkinische Fußballnationalmannschaft

### Geschichte
Das erste Länderspiel der erstmals im Jahre 1959 zusammengestellten obervoltaischen Auswahl wurde am 13. April 1960 im Rahmen der Jeux de la Communauté in Madagaskar ausgetragen und endete mit einem 5:4-Sieg gegen Gabun. Im Aufgebot standen 15 Spieler von sechs verschiedenen Vereinen. In den folgenden Jahren nahm das Team an Turnieren der Jeux de l’Amitié in Abidjan (1961) und Dakar (1963) teil. Obervolta scheiterte in der Qualifikation zu den Panafrikanischen Spielen 1965 und nahm 1967 erstmals an den Ausscheidungsspielen zur Afrikameisterschaft teil, musste sich aber Algerien und Mali geschlagen geben. 1966 war mit dem Franzosen Guy Fabre zum ersten Mal ein ausländischer Profitrainer engagiert worden. Unter Fabre wurde die Talentsichtung auf das ganze Land ausgeweitet, da die Nationalspieler zuvor nur aus den beiden großen Städten rekrutiert worden waren. Für Trainingslager im Ausland wurden finanzielle Anstrengungen unternommen, so kam es zu einem Testspiel in Marseille gegen Olympique Marseille. Die Leistungen waren schwankend, da es am Willen fehlte, den Fußball im Lande strukturell zu verbessern. Schon die Teilnahme, das heißt das Austragen von Freundschaftsspielen unter obervoltaischer Flagge, war den Verantwortlichen genug. Vor allem in den Anfangsjahren der Herrschaft von Staatspräsident Sangoulé Lamizana (im Amt von 1966 bis 1980) wurde Fußball als nachrangig bewertet.
In den 1970er-Jahren kam es durch den Anstieg privaten Unternehmertums im Lande zu einem vermehrten Engagement im Fußball, und auch die Politik setzte mit der Einrichtung eines Sportministeriums 1971 ein Zeichen. Bei der Teilnahme an den Panafrikanischen Spielen 1973 in Lagos (Nigeria) verlor Obervolta unter Trainer Bernard Bayala alle drei Spiele, galt Beobachtern zufolge aber als eine der großen Offenbarungen des Turniers. Während des Engagements des Deutschen Otto Pfister konnte Obervolta als Nachrücker für die Elfenbeinküste 1978 zum ersten Mal an einer Afrikameisterschaft teilnehmen und trotz dreier Niederlagen in der Vorrunde international auf sich aufmerksam machen.
Erst mit der Revolution des Thomas Sankara 1983 begann eine massive Förderung des Fußballsports, der der Volksgesundheit dienen und dem Land im Ausland zu Ansehen verhelfen sollte. Ein neues Nationalstadion (Stade du 4-Août) für das nun Burkina Faso genannte Land wurde 1984 eröffnet. Nach Sankaras Sturz konnte das Nationalteam – zwischenzeitlich vom Deutschen Heinz-Peter Überjahn trainiert – die Früchte dieser auch unter dem seit 1987 amtierenden Präsidenten Blaise Compaoré fortgesetzten Förderung noch nicht ernten. Erst 1996 gelang die Qualifikation zur Afrikameisterschaft zum ersten Mal aus eigener Kraft. Nationaltrainer war 1993 Idrissa Traoré (genannt Saboteur) geworden, der in Folge die Mannschaft verjüngte und das Umfeld professionalisierte. Das schlechte Abschneiden beim Turnier in Südafrika führte zur Entlassung Traorés. Unter dem Bulgaren Iwan Wuzow und dem Ghanaer Malik Jabir enttäuschte die Mannschaft während der Qualifikation zur WM 1998, die auch als Vorbereitung zur Afrikameisterschaft 1998 im eigenen Land galt. Alarmiert von den Ergebnissen, verpflichtete der Verband den Franzosen Philippe Troussier, dem große Unterstützung zuteilwurde, um das Heimturnier zu einem sportlichen Erfolg werden zu lassen.
Das Turnier wurde zum bisher größten Erfolg der Mannschaft, als erst im Halbfinale das Aus gegen den späteren Turniersieger Ägypten kam. Vom frenetischen Publikum unterstützt konnte das Team über sich hinauswachsen. Dieser Erfolg konnte in der Folge nicht mehr wiederholt werden; 2000 (unter dem Belgier René Taelman), 2002 (unter Jacques Yaméogo und Pihouri Webonga, die kurz vor Turnierbeginn den Argentinier Oscar Fulloné ersetzten) und 2004 (unter dem Franzosen Jean-Paul Rabier) schied Burkina Faso schon in der Vorrunde aus und verpasste gar die Teilnahme an den Turnieren 2006 und 2008.
Der Spitzname des Teams lautet Les Étalons (französisch „die Hengste“), in Erinnerung an den Hengst der mythischen Mossi-Prinzessin Yennenga.
Erst wenige Male trat die Mannschaft gegen nichtafrikanische Gegner an; einige Testspiele gegen andere afrikanische Teams fanden auf europäischem Boden statt.

### Gegenwart

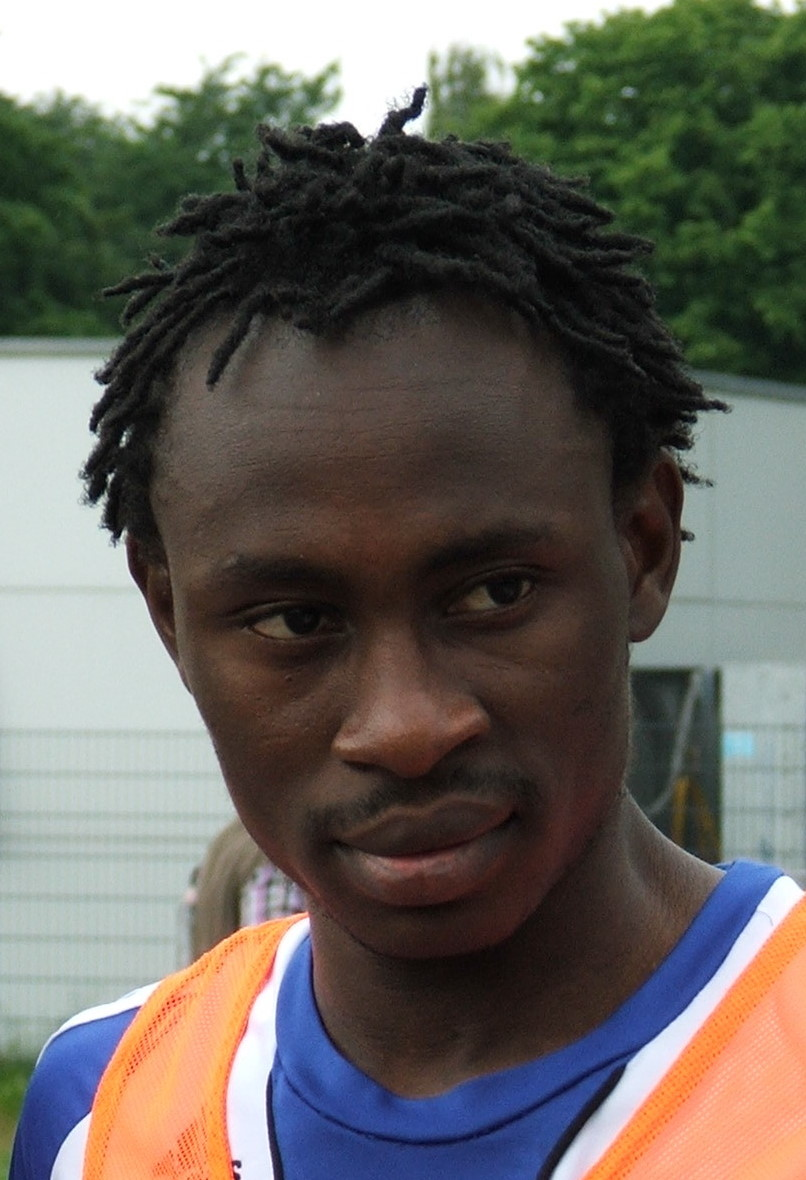
Nationalspieler Jonathan Pitroipa (Stade Rennes)

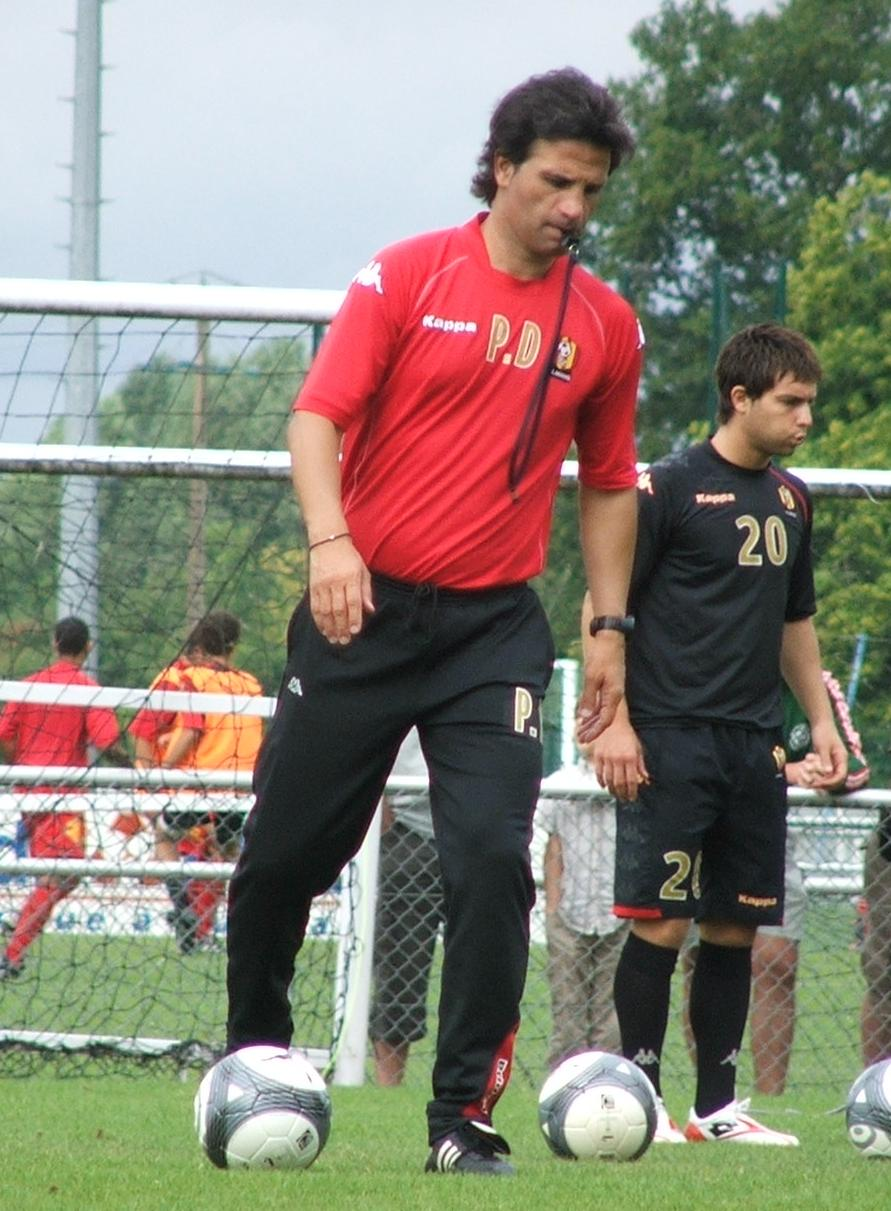
Paulo Duarte, seit Januar 2016 zum zweiten Mal Nationaltrainer

Nachdem schon die Qualifikation zur Afrikameisterschaft 2006 verpasst worden war, scheiterte das Team auch in der Qualifikation für das Turnier 2008 in Ghana. Der erneut verpflichtete Trainer Idrissa Traoré wurde im April 2007 entlassen, da neben den schlechten sportlichen Ergebnissen Probleme zwischen ihm, der Mannschaft und der Verbandsführung bestanden haben sollen, wie der Verband auf einer Pressekonferenz am 19. Juni 2007 bekanntgab. Die Verbandsführung beschloss, den Franzosen Didier Notheaux zum zweiten Mal nach 1998 zum Nationaltrainer zu ernennen. Trotzdem konnten die verbleibenden Spiele in der Qualifikation nicht gewonnen werden. Nachdem Notheaux im Oktober 2007 entlassen wurde, präsentierte der Verband erst im März den Portugiesen Paulo Duarte als Nachfolger. Nach acht Siegen in elf Spielen der Qualifikation zur Afrikameisterschaft 2010 und der WM 2010 stand Burkina Faso als Teilnehmer für das Turnier 2010 in Angola fest, bei dem, wie auch 2012 in Gabun und Äquatorialguinea, das Aus nach der Vorrunde feststand. Daraufhin wurde Duarte vom Verband entlassen. Sein Nachfolger wurde der Belgier Paul Put, dem bei der AM 2013 in Südafrika der Einzug ins Finale gelang. Nach dem schwachen Abschneiden beim Turnier 2015 wurde er entlassen und durch den Deutschen Gernot Rohr ersetzt. Rohr trat im Dezember desselben Jahres aufgrund der politischen Lage, nicht aus sportlichen Gründen zurück. Paulo Duarte wurde daraufhin zum zweiten Mal Nationaltrainer Burkina Fasos und konnte mit dem Dritten Platz bei der Afrikameisterschaft 2017 in Gabun den zweitgrößten Erfolg des Landes feiern.
Die Nationalmannschaft belegt in der aktuellen FIFA-Weltrangliste (März 2018) Platz 56 und liegt damit unter den afrikanischen Teams auf Rang neun.
Offizieller Ausstatter der Nationalmannschaft ist seit 2015 der Sportartikelhersteller Kappa; Puma war von 2010, Airness von 2006 an Ausstatter gewesen. Trainingsgelände ist das Centre omnisport des Étalons (COMET) im Stadtteil Ouaga 2000.

#### Aktuelle Nationalspieler
Die folgenden Spieler standen im Aufgebot für das Testspiel gegen Kosovo am 27. März 2018: Bakary Koné, Steeve Yago, Préjuce Nakoulma, Charles Kaboré, Bertrand Traoré, Adama Guira, Jonathan Pitroipa, Aristide Bancé, Patrick Malo, Daouda Diakité, Hervé Koffi, Dylan Ouédraogo,  Issoufou Dayo, Edmond Tapsoba,  Yacouba Coulibaly, Jean-Noël Lingani, Valentin Zoungrana, Ousmane Junior Sylla,  Bryan Dabo, Zakaria Sanogo, Cyrille Bayala,  Hassan Bandé, Banou Diawara, Bassirou Ouédraogo

#### Étalons locaux
Im Rahmen der seit 2009 ausgetragenen Afrikanischen Nationenmeisterschaft, eines Turniers für Nationalmannschaften, die nur aus in den jeweiligen einheimischen Ligen aktiven Spielern bestehen, wurden die Étalons locaux geschaffen. Ihr Trainer ist seit 2015 Idrissa Traoré. Ihre Spiele werden seit einiger Zeit als A-Länderspiele gewertet.

## Vereinswettbewerbe

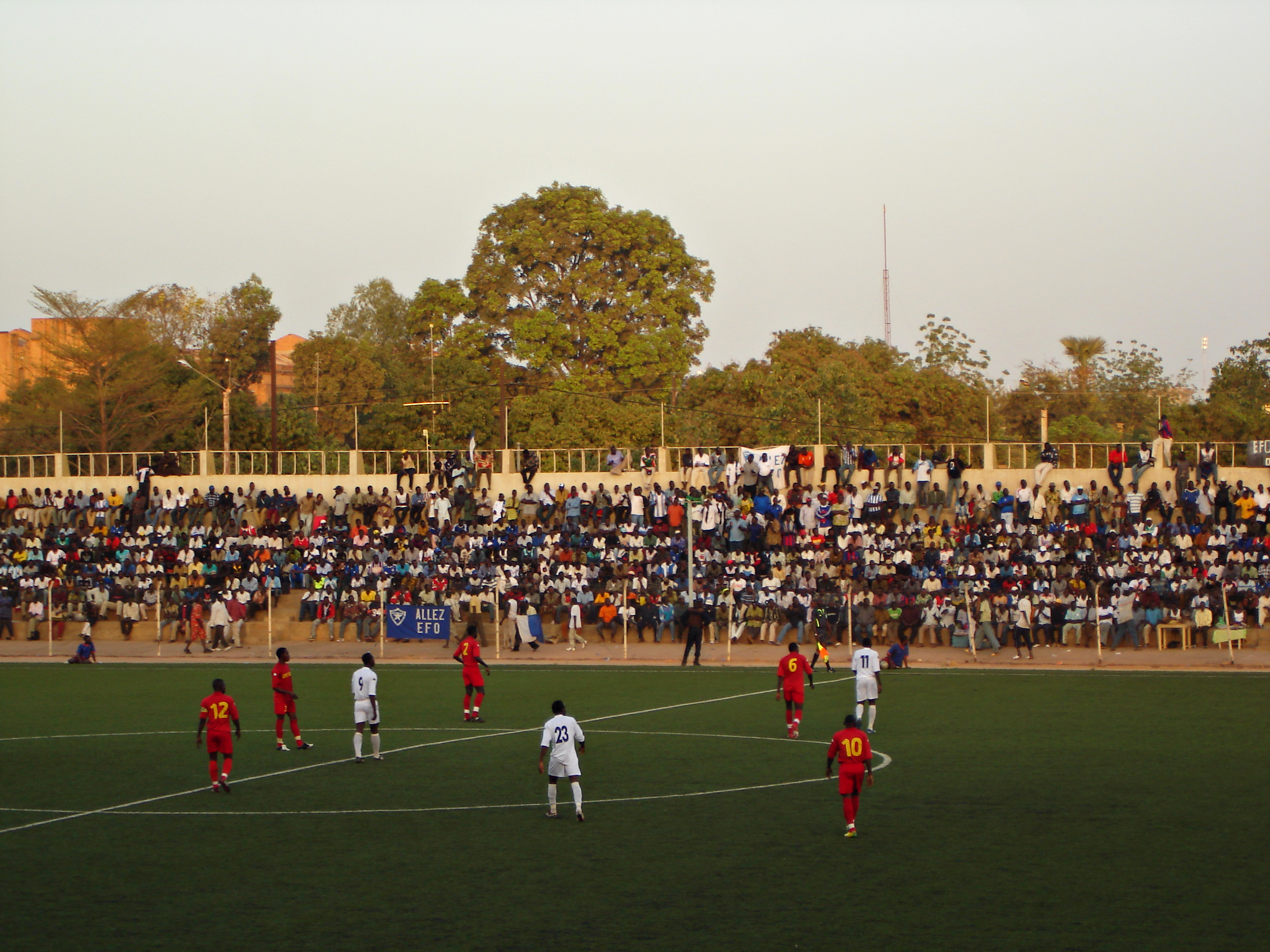
Derby zwischen EFO und ASFA-Y

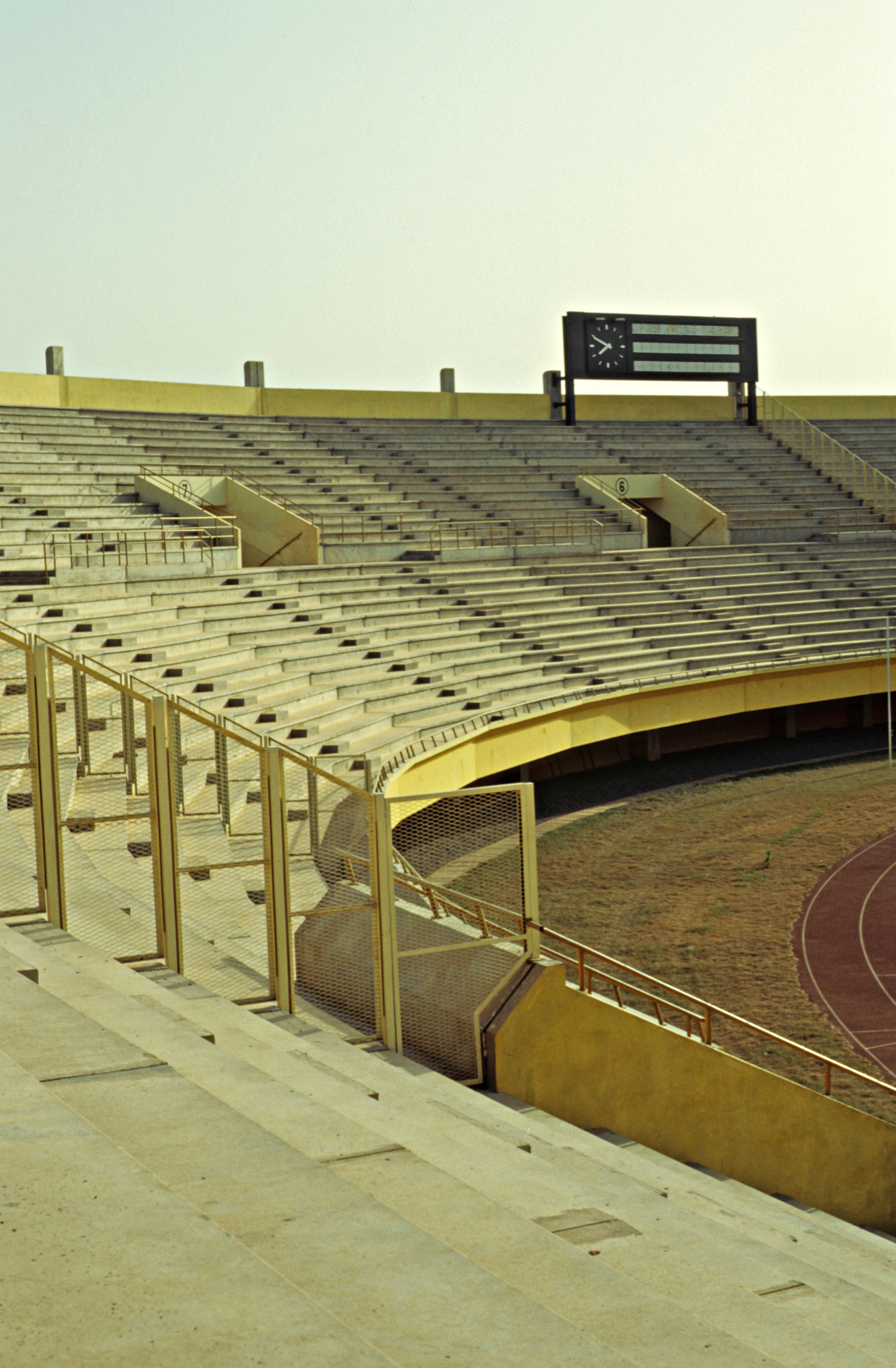
Stade Omnisports de Bobo-Dioulasso

Im Gegensatz zur Nationalmannschaft, deren Spiele gut besucht sind und mit Leidenschaft verfolgt werden, leiden die nationalen Vereinswettbewerbe unter Bedeutungsverlust und fehlendem Interesse der burkinischen Öffentlichkeit, die ihre Gründe vor allem in der als mangelhaft bewerteten Qualität der Vereinsmannschaften haben. Waren vor 20 oder 30 Jahren die großen Duelle – wie das der Erzrivalen Étoile Filante Ouagadougou und ASFA-Yennenga Ouagadougou – Ereignisse, die das ganze Land über Wochen beschäftigten, so werden sie heute kaum besonders wahrgenommen und burkinischen Teams gelingen keine Erfolge im Afrikapokal mehr. Beobachter sehen mangelhafte Ausbildung der Jugendspieler und fehlende Identifikation mit den Klubs als Ursache für den Qualitätsverfall der Meisterschaft.
Da die Vereine Ouagadougous ihre Wurzeln in einzelnen Stadtvierteln haben, werden die Hauptstadtderbys auch heute noch als Stadtteilduelle wahrgenommen. So hat Étoile Filante seine Wurzeln im Nordosten der Stadt (Dapoya, Paspanga, Koulouba), ASFA-Yennenga im Südwesten (Bilbalogho, Gounghin, Cissin) und US Ouagadougou stammt aus Larlé. Bezüglich der sportlichen Rivalitäten ist vom Gründer von EFO, Oumar Koanda, der Ausspruch überliefert: „Wenn dich ASFA einlädt, um Spaß zu haben, musst du mit einer Machete erscheinen!“ (« Si l’ASFA t’invite à s’amuser, il faut aller avec une machette ! »).
Die Vereinswettbewerbe werden von der dem Verband unterstehenden Ligue Nationale de Football (LNF) organisiert.

### Burkinische Meisterschaft
Erster Obervoltaischer Meister wurde 1961 ASF Bobo-Dioulasso, die diesen Erfolg in den beiden folgenden Jahre wiederholen konnten. In der Folge machten Mannschaften aus Ouagadougou und Bobo-Dioulasso die Meisterschaft unter sich aus. 1974 wurde auf Beschluss des Ministers Félix Tiemtarboum eine Meisterschaft auf Basis von Regionalauswahlen geschaffen, die an Stelle von Vereinsmannschaften um den nationalen Titel spielen sollten. Ziel war es, Kräfte zu bündeln, um bei den kontinentalen Vereinswettbewerben erfolgreicher zu werden. Diese Entscheidung führte zu Polemiken und teilte die öffentliche Meinung. Mit sieben Titeln in Folge waren die Silures Bobo-Dioulasso erfolgreicher als die rivalisierende Auswahl Kadiogo Club Ouagadougou. Bei einigen Erfolgen führte dieses System auch zu Frustrationen bei den Verantwortlichen der einzelnen Vereine und hatte keine Zukunft. 1981 und 1982 fanden aufgrund politischer Turbulenzen keine Spiele statt. Die dominierenden Vereine der folgenden Jahre waren erst Étoile Filante Ouagadougou und später ASFA-Yennenga Ouagadougou. Rekordmeister ist Étoile Filante mit zwölf Titeln, aktueller Titelträger 2017 ist RC Kadiogo Ouagadougou.

#### Probleme
Der Spielbetrieb ist defizitär und wird vom Sportministerium subventioniert, die Kosten für Anreisen zu Spielen werden zum Beispiel übernommen. Seitdem in Burkina Faso Sponsoring durch Tabakfirmen verboten wurde, hat sich die finanzielle Situation verschärft. Die Manufacture burkinabè de cigarettes (MABUCIG) mit der Zigarettenmarke Excellence zahlte dem Verband als Sponsor ab 1999 jährlich 200 Millionen CFA-Franc (etwa 300.000 Euro). Während die Spieler von Étoile Filante zwischen 75.000 und 250.000 CFA-Franc (etwa zwischen 115 und 380 Euro) verdienen, bekommen andere nur 30.000 CFA-Franc (etwa 46 Euro) und wieder andere sind reine Amateure. Da die Vereine keine Sponsoren haben, zahlen die Vereinsverantwortlichen anfallende Kosten aus eigener Tasche. Am 25. April 2010 wurde der Spielbetrieb unterbrochen, nachdem einige Tage zuvor der Verband seine Zahlungsunfähigkeit und Schulden, die von lokalen Medien mit etwa 610.000 Euro beziffert wurden, vermeldet hatte. Nachdem der Staat sich bereit erklärte, den Spielbetrieb zu finanzieren, gab der Verband den Weitergang der Meisterschaft bekannt.

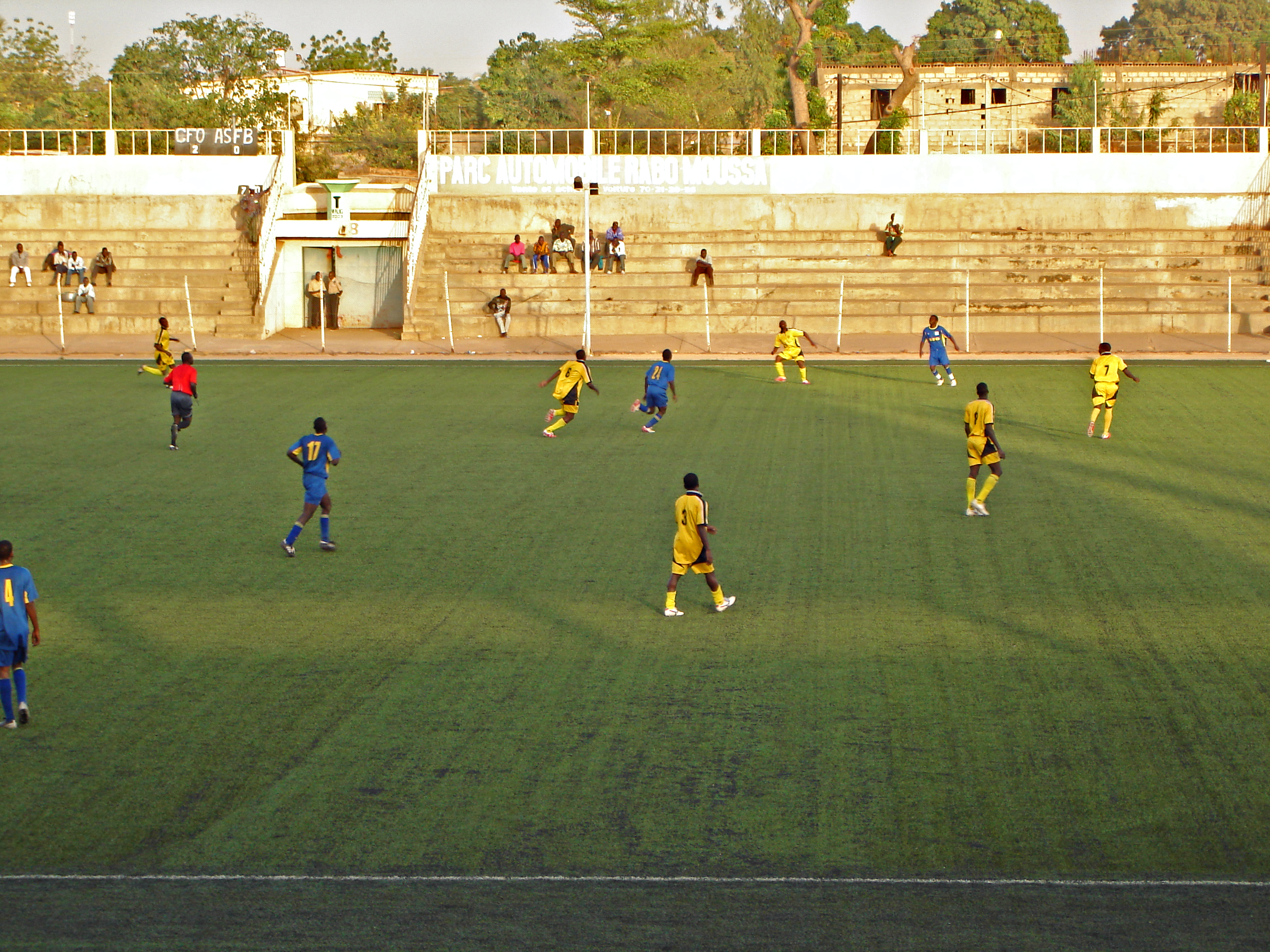
CF Ouagadougou gegen ASF Bobo-Dioulasso

Das Pokalviertelfinalspiel von Racing Club Bobo-Dioulasso gegen RC Kadiogo Ouagadougou am 18. Juli 2007 zeigte die Problematik um Altersangaben burkinischer Spieler auf. Da ein Spieler von RCK sein Alter falsch angegeben hatte, gewann der sportliche Verlierer RCB die Partie am Grünen Tisch. Laut Amado Traoré (Präsident von RC Kadiogo) geben aber „99,99 % der Spieler ein gefälschtes Alter an“. Erschwerend wirkt sich aus, dass in Burkina Faso allgemein das Geburtsdatum oft unbekannt ist, da das organisierte Meldesystem nicht alle Bewohner erfasst und Geburtsdaten traditionell wenig Bedeutung für die Bevölkerung haben.
Zum Ende der Saison 2006/07 kam es zu gewaltsamen Zwischenfällen, als beim Spiel von US Yatenga Ouahigouya gegen US Ouagadougou Anhänger der Heimmannschaft durch das Werfen von Gegenständen die Unterbrechung des Spiels provozierten. Sicherheitskräfte machten von Tränengas Gebrauch, um der Situation Herr zu werden. Mehrere Personen wurden verletzt, darunter eine schwer. Am letzten Spieltag griffen Fans und Verantwortliche von Santos FC Ouagadougou den Schiedsrichter tätlich an. Nach 15-minütiger Unterbrechung, während der der Schiedsrichter ärztlich behandelt wurde, konnte das Spiel fortgesetzt werden. Mit der 1:2-Niederlage war der Abstieg von Santos besiegelt.
Am letzten Spieltag der Saison 2001/02 war das Ergebnis des Spiels zwischen Olympic Nahouri aus Pô und Santos FC zugunsten Pôs abgesprochen worden. Der Verband wertete das Spiel für beide Klubs als Niederlage und die Generalsekretäre der beteiligten Vereine wurden für ein Jahr gesperrt.
Um das Gefälle zwischen Vereinen aus den beiden dominierenden Städten und dem Rest des Landes auszugleichen (2005/06 kamen von 14 Erstligavereinen acht aus Ouagadougou und vier aus Bobo-Dioulasso), beschloss der Verband, die Zahl der Klubs aus Ouagadougou auf fünf und die der Vereine aus Bobo-Dioulasso auf drei zu beschränken; seit 2007 muss neben den regulären Absteigern am Tabellenende auch noch der am schlechtesten platzierte Verein aus Ouagadougou absteigen. Erster von dieser neuen Regelung betroffener Verein war Santos FC als Zehntplatzierter der Saison 2006/07, im Jahr darauf wurde AS-SONABEL Ouagadougou Opfer dieser Regelung. Die Regelung wurde vielfach kritisiert, führte zu Kontroversen bezüglich des Aufstiegs und der Teilnahme an Relegationsspielen von Nachrückern aus der Zweiten Liga, sollte aber mindestens bis 2011 beibehalten und dann überprüft werden. Mit den Reformen zur Saison 2011/12 wurde diese Regelung aufgehoben. Unklare Spielberechtigungen von Spielern der Deuxième Division und damit Wertungen einzelner Spiele führten zu Kontroversen, die durch einen Kompromiss geklärt wurden; alle sechs Teilnehmer der Aufstiegsrunde stiegen dadurch automatisch in die Erste Liga auf.

#### Première Division 2017/18

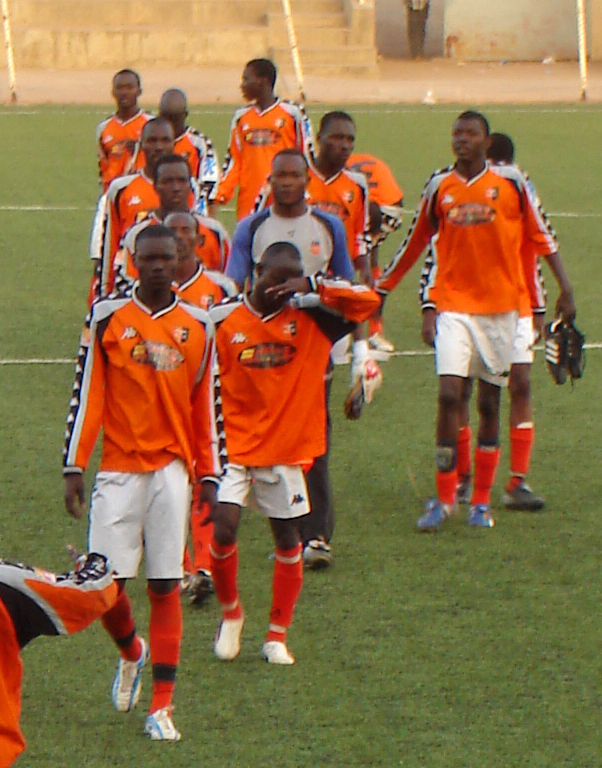
Spieler von RC Kadiogo (2007/08)

Es spielen 16 Teams um den Meistertitel.
| Vereine                    |
| -------------------------- |
| ASFA-Yennenga Ouagadougou  |
| Santos FC Ouagadougou      |
| Salitas FC (Ouagadougou)   |
| USFA Ouagadougou           |
| RC Kadiogo Ouagadougou     |
| US Ouagadougou             |
| Étoile Filante Ouagadougou |
| AS-SONABEL Ouagadougou     |
| Rahimo FC (Ouagadougou)    |
| AS Police (Ouagadougou)    |
| AJE Bobo-Dioulasso         |
| ASF Bobo-Dioulasso         |
| Racing Club Bobo-Dioulasso |
| Bobo Sports Bobo-Dioulasso |
| USCO Banfora               |
| SC Majestic (Saponé)       |

#### Deuxième Division 2017/18
Es spielen 24 Mannschaften in zwei Gruppen zu je zwölf Teilnehmern.
Teilnehmer der Deuxiéme Division in der Saison 2017/18 sind:
| Gruppe A                             | Gruppe B                     |
| ------------------------------------ | ---------------------------- |
| FAC (Ouagadougou)                    | Jeunesse Club Bobo-Dioulasso |
| KOZAF (Ouagadougou)                  | Royal FC (Bobo-Dioulasso)    |
| CFFEB (Ouagadougou)                  | AFAC (Bobo-Dioulasso)        |
| Léopards Saint-Camille (Ouagadougou) | AS-Maya Bobo-Dioulasso       |
| 9 Athletic (Ouagadougou)             | Kiko FC Bobo-Dioulasso       |
| Canon du Sud (Ouagadougou)           | FALEM (Ouahigouya)           |
| AS Ouagadougou                       | US Yatenga Ouahigouya        |
| FABAO Espoir (Ouagadougou)           | AS Eco (Ouahigouya)          |
| AS Douanes (Ouagadougou)             | BPS Koudougou                |
| AS Koupéla                           | ASEC Koudougou               |
| Étoile Africaine Ziniaré             | IFFA (Matourkou)             |
| Téma-Bokin                           | Bafudji FC (Gaoua)           |

#### Regionalligen
Den Unterbau bilden die Ligen der elf Regionalverbände Centre, Centre-Est, Centre-Ouest, Centre-Nord, Nord, Est, Nazinon, Ouest, Boucle du Mouhoun, Sud-Ouest und Sahel. Die Regionalligen sind wiederum in Distrikte unterteilt. Insgesamt bestanden 2008 118 Fußballvereine, davon 31 in der Verwaltungsregion Centre und 27 in Sud-Ouest.

### Burkinische Pokalwettbewerbe
Es findet ein Pokalwettbewerb (Coupe du Faso) statt, an dem auch unterklassige und nicht dem Verband angeschlossene Mannschaften teilnehmen. Jedes Jahr spielen 32 qualifizierte Teams um den Titel. Erster Pokalsieger wurde 1961 Racing Club Bobo-Dioulasso. Nach dem Sieg 2017 ist Étoile Filante amtierender Titelträger.
Meister und Pokalsieger tragen jedes Jahr einen Supercup (Super Coupe, Coupe de l’AJSB) aus.
Die Coupe des Leaders wurde von 1989 bis 2002 vor jeder Saison ausgetragen; teilnahmeberechtigt waren die ersten vier Mannschaften der Meisterschaft und die Halbfinalteilnehmer des Pokalwettbewerbs der vorangegangenen Saison. Dieser von der Zigarettenmarke Excellence gesponserte Wettbewerb musste eingestellt werden, als in Burkina Faso das Sponsoring von Sportveranstaltungen durch Tabakfirmen verboten wurde.

## Internationale Vereinswettbewerbe
Nur selten gelangen burkinischen Teams Erfolge im Afrikapokal. Herausragend ist der Einzug von Kadiogo Club Ouagadougou ins Halbfinale des Afrikapokals der Pokalsieger 1978, als Kadiogo im Viertelfinale Zamalek Kairo aus Ägypten eliminieren konnte und im Halbfinale am späteren Turniersieger Horoya AC (Conakry, Guinea) scheiterte. Trainiert wurde Kadiogo damals von Otto Pfister. Im selben Jahr schaffte es Meister Silures Bobo-Dioulasso bis ins Viertelfinale des Afrikapokals der Landesmeister, unterlag dort dem guineischen Vertreter Hafia FC (Conakry). Nach Ansicht von Sportjournalisten und unterlegenen Trainern hätte das Team in diesem Jahr die Finalteilnahme verdient gehabt.

## Jugendfußball
In den 1960er-Jahren genossen die Spiele von Schülermannschaften großes Interesse. Die Teams der beiden Gymnasien Lycée Philippe Zinda Kaboré (Ouagadougou) und Lycée Ouezzin Coulibaly (Bobo-Dioulasso) lieferten sich „legendäre“ Duelle und waren für die Vereine Quelle von Nachwuchsspielern.
Die Union des sports scolaires et universitaires du Burkina Faso (USSU-BF) organisiert jährlich Meisterschaften für Schüler und Studenten in verschiedenen Altersklassen.
Der erste Erfolg einer burkinischen Jugendnationalmannschaft gelang, als sich die U-17-Junioren (Étalons cadets) für die WM 1999 in Neuseeland qualifizieren konnten. Das Team kam aber nicht über die Gruppenphase hinaus. Beim nächsten Turnier 2001 in Trinidad und Tobago gelang allerdings ein großer Erfolg, als Argentinien im Spiel um den 3. Platz besiegt werden konnte. Herausragende Spieler waren dabei Wilfried Sanou und Madi Panandétiguiri. Die U-20-Nationalmannschaft (Étalons juniors) konnte sich zwei Jahre später für die WM 2003 in den Vereinigten Arabischen Emiraten qualifizieren und dort ins Achtelfinale einziehen. Der größte Erfolg einer Jugendauswahl Burkina Fasos gelang unter Trainer Rui Vieira mit dem Titelgewinn bei der U-17-Afrikameisterschaft 2011 in Ruanda.
Die Generalversammlung des nationalen Fußballverbandes bildet eine dem Jugendfußball gewidmete Kommission. Es werden vier Altersgruppen bei den Jugendmannschaften unterschieden: pupilles (0–13), minimes (13–15), cadets (15–17) und juniors (17–20).
Trainer der U-20-Mannschaft war bis 2010 der Deutsche Rainer Willfeld.
Da der Verband versäumt hatte, die eigentlich sportlich qualifizierte Olympiamannschaft (U 23) rechtzeitig für die Afrikaspiele 2015 anzumelden, wurde sie vom afrikanischen Verband disqualifiziert. Die Afrikaspiele zählen als Qualifikationsturnier für die Olympischen Sommerspiele 2016.
Ab 2003 wurden nationale Meisterschaften im Jugendfußball ausgetragen.
Die Jugendakademie Planète Champion International, die 1998 mit einem Benefizspiel, an dem unter anderem der Staatspräsident Blaise Compaoré sowie die ehemaligen Stars Roger Milla (Kamerun) und Abédi Pelé (Ghana) teilgenommen hatten, eröffnet worden war, wurde 2006 geschlossen. Einige der heutigen Nationalspieler durchliefen eine Ausbildung bei Planète Champion. Die Probleme der Akademie hatten verschiedenen Ursachen; zu wenige Talente konnten lukrativ ins Ausland vermittelt werden und einige Spieler setzten sich heimlich ab, ohne dass die Akademie von ihnen profitieren konnte. Außerdem wurde der Mannschaft von Planète Champion, die am Spielbetrieb der Division 2 teilgenommen hatte, trotz sportlicher Qualifikation der Aufstieg in die Division 1 untersagt. Der französische Gründer Philippe Ezri schloss am 22. August 2007 eine Wiedereröffnung aus.
Weitere Fußballschulen sind unter anderem das von Noufou Ouédraogo gegründete Centre de formation de football Naaba-Kango in Ouahigouya, die Kada School International von Jonathan Pitroipa die Kassoum Ouédraogo Zico Académie Football (KOZAF) sowie das Centre de formation de football Saint-Étienne in Bobo-Dioulasso.

## Frauenfußball
Im Jahre 2003 wurde zum ersten Mal eine nationale Meisterschaft der Frauen ausgetragen. Von den zehn Vereinen konnte sich Princesses FC Kadiogo aus Ouagadougou durchsetzen und den Titel erringen. Aufgrund finanzieller Probleme musste der Spielbetrieb Ende 2006 ausgesetzt werden. Der Verband plant, den Frauenfußball weiter zu unterstützen.
Die erste Ausgabe des nationalen Pokalwettbewerbs Coupe du Faso gewann Gazelles FC aus Ouagadougou am 11. Dezember 2011 mit 2:0 gegen Princesses FC Kadiogo.
Eine Nationalmannschaft für Frauen existiert seit 2007. Sie absolvierte 2014 ihre ersten Pflichtspiele, anlässlich der Qualifikation zur Afrikameisterschaft 2014. Burkina Faso unterlag dabei Ghana zweimal mit 0:3.
Die U-20-Mannschaft nimmt an der Qualifikation zur WM 2016 teil.

## Sonstige Aspekte

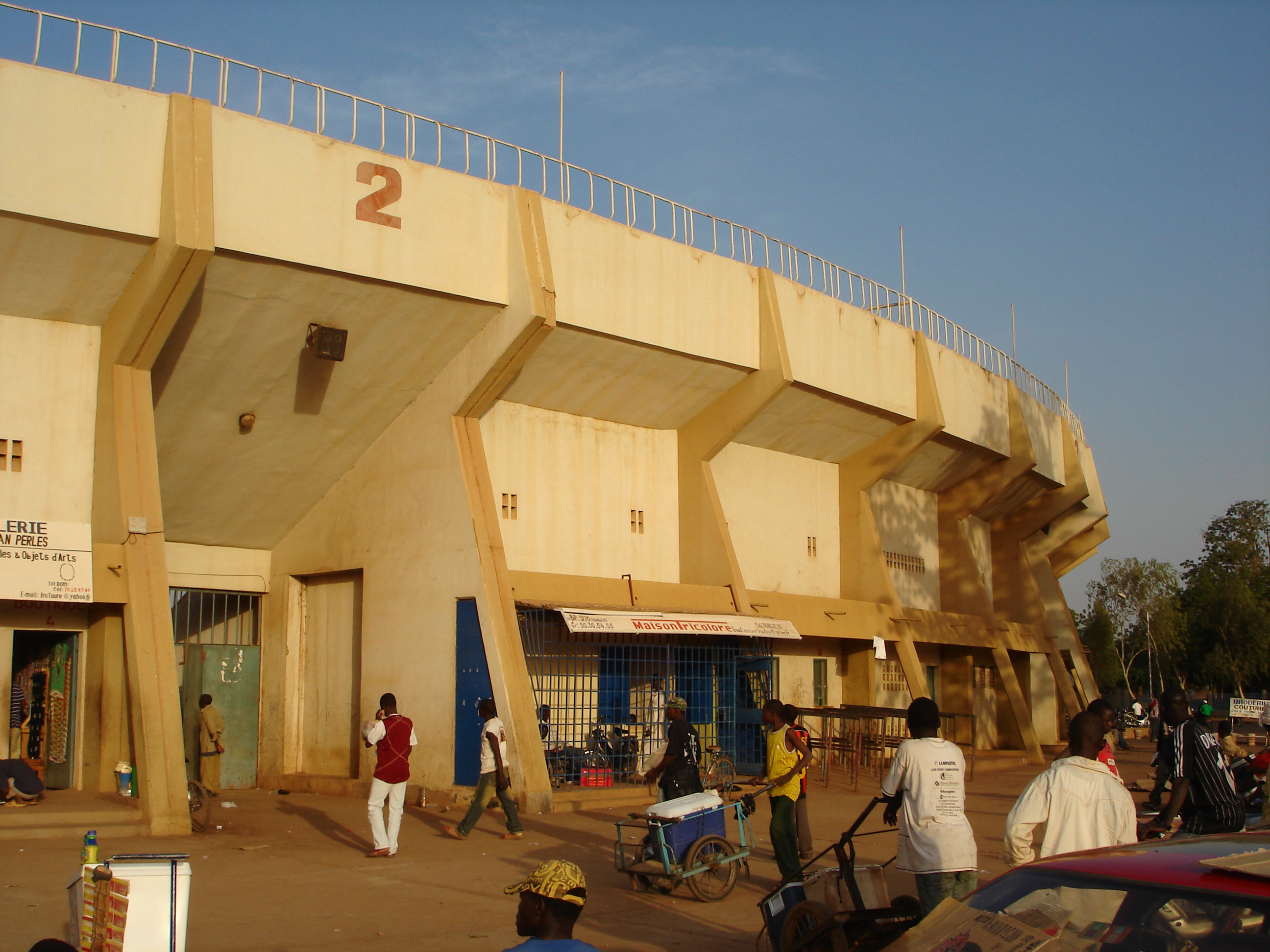
Das Stade Dr Issoufou Joseph Conombo

Die ersten Stadien von Ouagadougou (Stade Dr Issoufou Joseph Conombo, ehemals Stade Municipal de Ouagadougou) und Bobo-Dioulasso (Stade Wobi) wurden in den 1950er-Jahren erbaut. Das Nationalstadion Stade du 4-Août wurde 1984 eröffnet und dient heute als Heimspielort der Nationalmannschaft. Zur Afrikameisterschaft 1998 wurde das Stade Omnisports de Bobo-Dioulasso erbaut. Es existiert eine Vielzahl kleinerer Stadien.
Das Fernsehen berichtet seit seiner Frühzeit über den nationalen Fußball; Sports Volta auf dem staatlichen Sender Volta-vision war die erste Sendung. Heute berichtet das 30-minütige Magazine des sports der RTB unter anderem über das Fußballgeschehen. Nach der Unabhängigkeit erschien das Fußballmagazin Volta Foot, heute existieren die Sportzeitschriften Sidwaya Sport, Sport 2000 und Sport Plus. Zur Saison 2009/10 begann die RTB mit der Übertragung von Erstligaspielen, die in Ouagadougou ausgetragen werden. Dies geschieht in Zusammenarbeit mit dem französischen Fußballmarketingunternehmen IFAP Sports.
Im Rahmen des Goal Programme der FIFA wurden bei fünf Projekten (2001, 2006, 2009, 2010 und 2013) ein neues Verbandsgebäude, ein Trainingszentrum für die diversen Nationalmannschaften sowie ein Sitz für die Regionalligen errichtet. Außerdem wurde das Stade Wobi in Bobo-Dioulasso mit einem Kunstrasenspielfeld und Flutlicht ausgestattet. Mit Unterstützung der FIFA wurde außerdem das Stade Municipal de Ouagadougou mit Kunstrasen ausgestattet.
Nach Unstimmigkeiten, die das Comité nationale de soutien aux Étalons (CNSE) den „Fanclub“ der Nationalmannschaft, betrafen, wurde 2006 von Sportminister Jean-Pierre Palm die Union nationale des supporters des Étalons (UNSE) gegründet. Sie soll die Nationalteams aller Sportarten im Lande unterstützen. In der Union engagieren und engagierten sich unter anderem Großunternehmer wie Oumarou Kanazoé (†), Georges Fadoul oder Joseph Hage.